# Hot Love
Hot Love este un cântec al trupei Britanice de glam rock T. Rex , lansat în 1971 . A fost prima melodie a formației care a atins primul loc în UK Singles Chart , poziție pe care a stat pentru șase săptămâni începând cu Martie 1971; în SUA , însă , single-ul s-a clasat abia pe locul 72 în Billboard Hot 100 . Hot Love a atins locul 47 în Canada , în Iunie 1971 . A fost de asemenea primul single T. Rex pe care se auzea chitara bas și tobele .